# Mimomyromeus celebensis
Mimomyromeus celebensis là một loài bọ cánh cứng trong họ Cerambycidae.